# ده نوپرویز
ده نوپرویز، روستایی از توابع بخش مرکزی شهرستان کرمان در استان کرمان ایران است.

## جمعیت
این روستا در دهستان درختنگان قرار دارد و براساس سرشماری مرکز آمار ایران در سال ۱۳۸۵، جمعیت آن زیر سه خانوار بوده‌است.